# Tage Holmberg
Tage Alexander Holmberg, född 16 februari 1913 i Engelbrekts församling i Stockholm, död 29 augusti 1989 i Matteus församling i Stockholm, var en svensk filmklippare, fotograf, regiassistent och manusförfattare. 
Holmberg är begravd på Norra begravningsplatsen utanför Stockholm.

## Regi i urval
- 1942 – Tre skojiga skojare
- 1944 – Fattiga riddare
- 1947 – En sommarweekend

## Filmmanus i urval
- 1942 – I gult och blått
- 1942 – Olycksfågeln nr 13
- 1947 – 91:an Karlssons permis